# Otto Bethke
Otto Bethke (* 8. September 1892 in Suchau; † 26. Januar 1948 in Warschau) war ein deutscher Jurist und Politiker.

## Leben
Bethke studierte nach dem Besuch des Realgymnasiums Rechts- und Staatswissenschaft zunächst in München, wo er 1911 Mitglied der Burschenschaft Arminia wurde. Er wurde 1914 in Jena zum Dr. iur. promoviert und Gerichtsreferendar. Am Ersten Weltkrieg nahm er von 1914 bis 1918 teil. Nach Kriegsende war er ab 1919 Gerichtsassessor, später dann beim Konsistorium Magdeburg tätig und ab 1921 bei der Regierung in Schneidmühl, bis er 1922 als Regierungsassessor aus dem Staatsdienst ausschied. 1922–1923 war er Mitglied der Deutschen Volkspartei (DVP). Er wurde Rechtsanwalt und war von 1922 bis 1926 als Syndikus bei einem Unternehmen in Berlin tätig. Von 1924 bis 1932 gehörte er der Deutschnationalen Volkspartei (DNVP) an. Ab 1926 war er Rechtsanwalt und Notar in Bad Liebenwerda, wo er bis 1932 dem Stahlhelm angehörte.
Er trat zum 1. März 1933 der NSDAP bei (Mitgliedsnummer 1.480.248). Ab 1933 zunächst kommissarisch, war er ab 1934 definitiv Landrat im Kreis Eckartsberga. Sein Dienstsitz war die Stadt Kölleda. Zudem war er bis 1939 Kreiswalter der NSV. Nach dem Überfall auf Polen wurde er in den besetzten polnischen Gebieten in der Zivilverwaltung eingesetzt. Ab September 1939 war er Kreishauptmann von Tschenstochau, ab 1940 Kommunalreferent zur Behandlung der gemeindlichen Fragen innerhalb der Hauptabteilung Innere Verwaltung bei der Regierung des Generalgouvernements in Krakau und ab Herbst 1941 Polizeidirektor beim Stadthauptmann in Warschau. Spätestens im Mai 1943 wurde er zur Zivilverwaltung nach Bialystok versetzt und im Monat darauf zum Oberregierungsrat ernannt. Im Februar 1944 wurde er zum Regierungspräsidenten nach München und von dort im Juni 1944 zum Regierungspräsidenten nach Kattowitz versetzt.
Bethke starb am 26. Januar 1948 in polnischer Haft.

## Veröffentlichungen
- Die Vollstreckung auf Grund eines den nichtrechtsfähigen Verein verurteilenden Erkenntnisses. Dissertation Universität Jena 1915.